# Herb powiatu krotoszyńskiego
Herb powiatu krotoszyńskiego – jeden z symboli powiatu krotoszyńskiego, ustanowiony 27 kwietnia 2001.

## Wygląd i symbolika
Herb przedstawia na tarczy dzielonej w odwróconą literę „T” w polu pierwszym szachowanym czerwono-srebrnym głowę tura czarną w złotej koronie i z takimż kolcem w nozdrzach (herb województwa kaliskiego), w polu drugim czerwonym srebrnego orła (herb województwa wielkopolskiego), natomiast w polu trzecim błękitnym dwa skrzyżowane srebrne klucze (symbol Świętego Piotra), u góry srebrna róża ze złotymi listkami i po bokach dwie pojedyncze złote gwiazdy (herb Krotoszyna).